# Pierniki tulskie

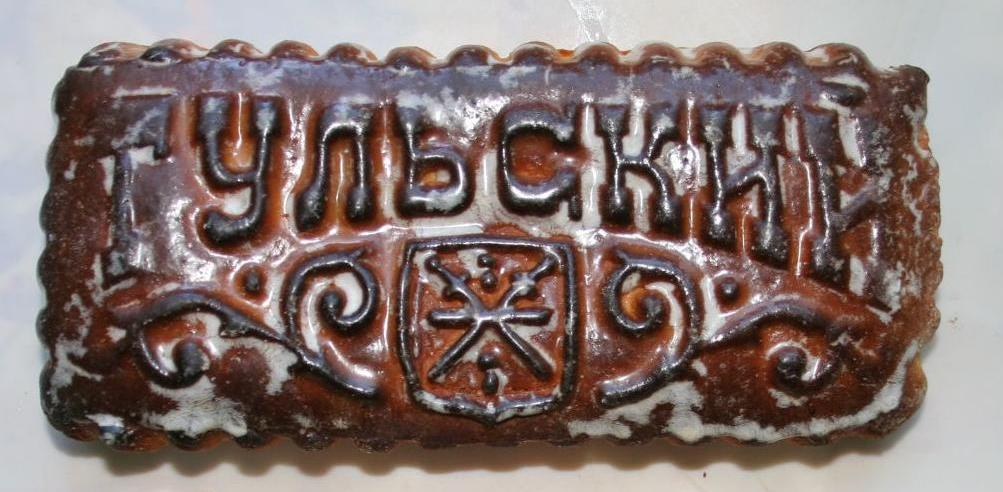
Piernik tulski

Pierniki tulskie (ros. тульские пряники, Tulskije prianiki) – tradycyjne rosyjskie ręcznie robione pierniki wytwarzane w Tule, charakteryzujące się pokrytymi cukrową glazurą ozdobnymi figurami na wierzchniej stronie, uzyskanymi przez użycie wyrzeźbionych drewnianych form do ciasta.

## Charakterystyka
Pierniki tulskie są robione ręcznie z ciasta o zwartej konsystencji. Mogą mieć różne kształty, choć często są prostokątne i płaskie. Pierniki tulskie mogą być nadziewane różnymi rodzajami specjalnego nadzienia np. owocowego, a także miodem, mlekiem skondensowanym czy owocami kandyzowanymi. Charakterystyczny ozdobny rysunek lub napis, znajdujący się po jednej stronie piernika, wykonuje się przez umieszczenie wyrobionego surowego ciasta w drewnianej formie i dociśnięcie, stąd pochodzi ich określenie „pierniki-obrazki” albo „pierniki drukowane”. Formy do pierników tulskich są robione z drewna jabłoni, gruszy lub brzozy, tak jak miało to miejsce wieki temu. Dawniej pierniki tulskie były przed konsumpcją łamane w rękach, a nie krojone.

## Historia i współczesność
Pierwsza pisemna wzmianka o piernikach tulskich pochodzi z 1685 roku. Tulskie pierniki są symbolem miasta Tuły i narodowym rosyjskim przysmakiem. W czasach Rusi tulski piernik na stole był oznaką dostatku w domu i dobrobytu. 
W obecnych czasach pierniki tulskie są kupowane jako poczęstunek na deser, mogą być też kupowane na prezent, a turyści kupują je na pamiątkę.
W Tule znajduje się pomnik piernika, wykonany z brązu, który został odsłonięty w 2014 roku oraz muzeum piernika założone w 1996 roku, poświęcone jego historii, technologii produkcji, rodzajom i tradycjom z nim związanym. W muzeum można zobaczyć ręcznie wykonane drewniane formy do pierników oraz repliki pierników zrobionych w celu uczczenia szczególnie doniosłych historycznych wydarzeń, jak np. zwycięskich bitew czy koronacji. 
Współcześnie w Tule pierniki są produkowane przez dwa zakłady cukiernicze oraz indywidualne cukiernie.

## Wyrób
Receptura oryginalnych pierników tulskich jest objęta tajemnicą. Głównymi składnikami ciasta piernikowego są: masło, mąka, cukier, miód i mieszanka przypraw. W warunkach domowych podstawowymi składnikami do ich produkcji są:
- mąka pszenna,
- miód,
- jaja,
- masło,
- nadzienie z dżemu np. śliwkowego lub pigwowego,
- cukier,
- soda,
- przyprawy korzenne (kardamon, imbir i cynamon),
- migdały,
- sok z cytryny.

Po wyrobieniu piernikowe ciasto jest dzielone na kawałki i rozwałkowywane, po czym umieszczane w drewnianych formach, uprzednio posmarowanych masłem, za pomocą których wyciskane są na wierzchniej stronie (po odwróceniu) ozdobne figury, wzory lub napisy. Gotowe surowe pierniki wyjmuje się z formy i układa na blasze, po czym piecze w odpowiedniej temperaturze, tak aby nie uszkodzić odciśniętego w cieście rysunku. Po upieczeniu pierniki powinny mieć ciemny kolor. Jeszcze gorące pierniki smaruje się gorącym syropem cukrowym, dzięki czemu po zastygnięciu rysunek z białą glazurą w tle staje się lepiej widoczny i błyszczący.